# Éditions Doin
Éditions Doin est une maison d'édition française spécialisée dans les secteurs médicaux, fondée en 1875 par Octave Doin. Elle est depuis 2013 une filiale du groupe John Libbey Eurotext. 

## Histoire

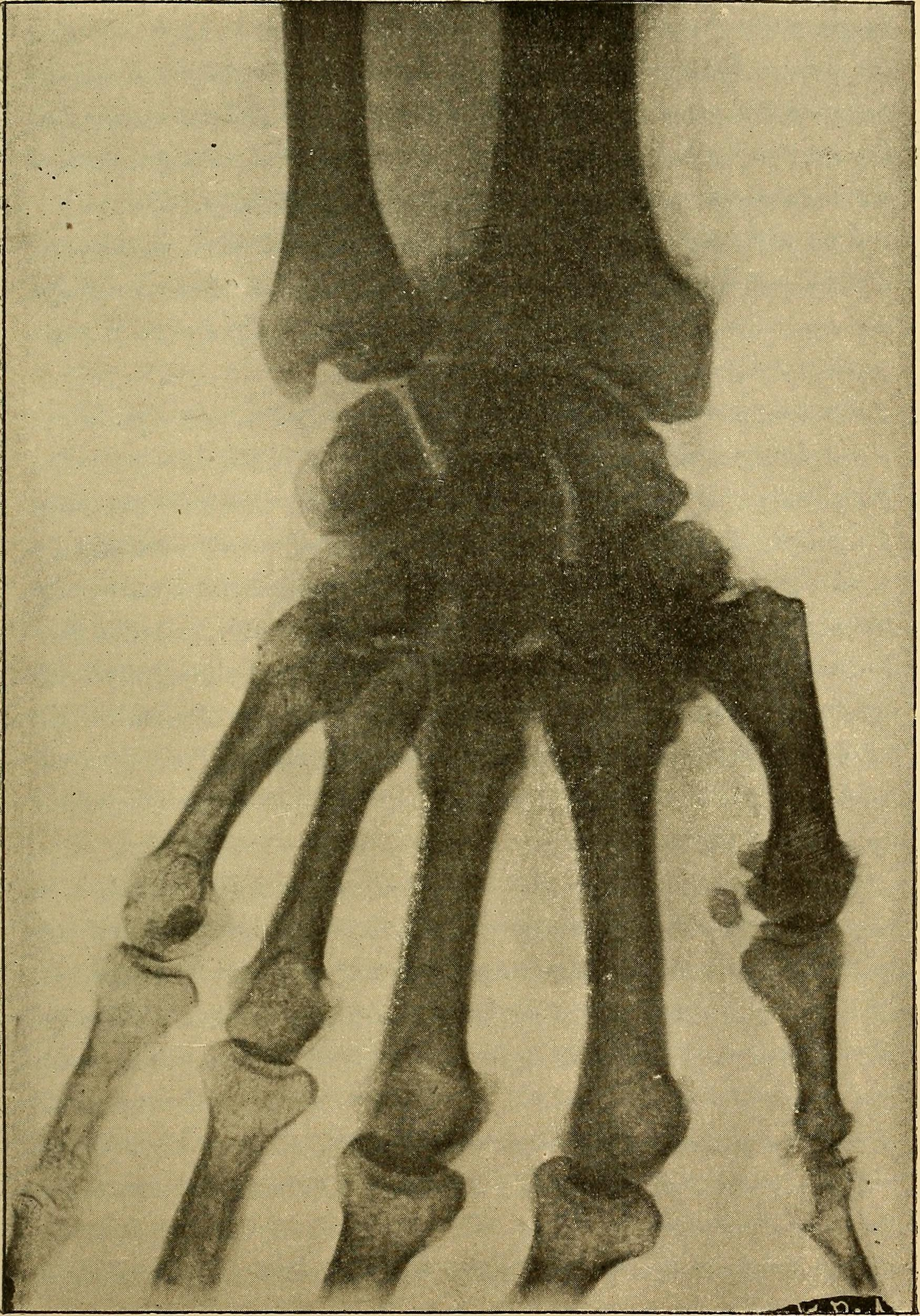
Illustration tirée du Traité de radiographie médicale et scientifique de François-Victor Foveau de Courmelles (Doin, 1897).

Né le 14 juin 1848 à Poitiers, fils d'un important assureur, Octave Doin fonde sous le nom de Librairie Octave Doin, au 2 rue Antoine-Dubois à Paris, non loin de l'École de médecine, une maison d'édition spécialisée dans les sciences, avec la médecine pour principal centre d'intérêt. En 1878, il lance la Revue internationale des sciences, un mensuel qui fut dirigé par Jean-Louis de Lanessan jusqu'en 1883.
Travaillant pour le compte du ministère de la Marine et des Colonies depuis 1871, comme éditeur-conseil, Octave Doin publie les premières études d'Adolphe Pinard ou encore de Lucien Quélet. Passionné d'horticulture, il publie également de nombreux ouvrages sur les plantes en collaboration avec la Librairie agricole de la maison rustique.
En 1902, cette maison est, avec Alcan, Asselin et Houzeau, Baillière, Masson et G. Steinheil, l'un des plus importants éditeurs français de livres de médecine. Octave Doin préside durant ces années-là le Cercle de la librairie (jusqu'en 1905), puis le Syndicat des éditeurs.
En septembre 1908, il nomme son fils, Gaston Doin, principal associé, et la raison sociale de sa société devient « Octave Doin et fils ». Le siège se situe au 8 place de l'Odéon. En 1909, est lancée la Revue mensuelle de médecine interne et de thérapeutique, sous la direction d'Édouard Enriquez. Sont également édités les fameux fascicules de Pratique chirurgicale illustrée de Victor Pauchet. On trouve également des essais liés à la culture générale, les sports et des domaines comme l'industrie chimique et métallurgique, ainsi que des manuels universitaires portant sur les mathématiques, la physique, etc.
Nommé officier de la Légion d'honneur, Octave meurt le 26 octobre 1919, son fils Gaston, qui est médecin, reprend la maison sous le nom de « Librairie Octave Doin-Gaston Doin, Éditeur ». En 1922, sont lancées les Archives des maladies des reins et des organes génito-urinaires (jusqu'en 1936). En 1923, est publié l'Encyclopédie française d'urologie. En août 1925, Gustave prend comme associés deux collaborateurs et chercheurs, Pierre-Félix Lagrange et André Deren, et la maison prend le nom de « Gaston Doin & Cie ». 
En 1947, est lancé le Journal français de médecine et chirurgie thoracique.
Gaston meurt en février 1962. 
Le 2 décembre 1977, le groupe multimédia américain CBS prend la majorité aux Éditions Doin.
En juillet 1992, le groupe Lamarre rachète Doin, qui plus tard, passe dans le giron du groupe Wolters Kluwer.
En décembre 2013, le groupe John Libbey Eurotext rachète Doin.